# Karangnangka (Kedung Banteng)
Karangnangka is een bestuurslaag (kelurahan) in het onderdistrict (kecamatan) Kedung Banteng in het regentschap Banyumas van de provincie Midden-Java, Indonesië. Karangnangka telt 3616 inwoners (volkstelling 2010).